# Sur l'étude des classiques
Sur l'étude des classiques est un court texte écrit par Georg Hegel en 1809 dans le cadre d'une adresse aux élèves du lycée où il enseignait. Il s'agit d'une exhortation à l'étude des lettres classiques, seules à même de fournir les bases d'une connaissance solide et d'un jugement de goût littéraire et artistique prononcé.

## Présentation générale
Le 29 septembre 1809, à la fin de l'année scolaire, Hegel déclame un discours en tant que recteur, c'est-à-dire proviseur, du lycée de Nuremberg. Il aborde dans un premier et dernier temps des questions relatives à l'organisation de l'école et de la vie scolaire. Le cœur du texte est constitué d'une réflexion sur l'étude des lettres classiques.
Ce discours a été conservé et inclus par J. Hoffmeister dans ses Hegels Nürenberger Schriften, publiés en 1938. Richard Kroner et Thomas Malcolm Knox font de ce discours un des textes mineurs les plus importants de la bibliographie hégélienne et le traduisent en 1971.

## Contenu
Hegel valorise l'apprentissage des lettres classiques, écrivant que « l'esprit et l'objectif de notre fondation est la préparation à l'étude érudite, préparation qui est basée sur la Grèce et sur Rome ». Il affirme que « depuis plus de mille ans, cette base a été le terreau sur lequel toute la civilisation s'est tenue », et qu'échapper aux lettres classiques dans les choses de la pensée revient à tenter d'échapper à la gravité dans le monde physique.
Le philosophe soutient que l'étude des langues anciennes est aujourd'hui ouverte à tous, car ces disciplines sont enseignées aux côtés de toutes les autres au sein des collèges et des lycées. Ces langues demeurent « la base des connaissances savantes ». Ainsi, « les réussites des temps modernes, l'illumination et le progrès qui viennent des arts et des sciences », n'ont pas réduit l'intérêt du grec et du latin. Il écrit que « la glorieuse perfection de ces grandes œuvres doit être le bain spirituel, le baptême séculaire, qui teinte l'âme et la met à jamais au diapason du goût et de la connaissance ». 